# Mallerenga del pare David
La mallerenga del pare David mallerenga de David (Poecile davidi) és una espècie d'ocell passeriforme que pertany a la família Pàrids. És endèmica de la Xina central. No està en perill d'extinció.

## Taxonomia
L'espècie va ser descrita per primera vegada per dos ornitòlegs russos: Mikhail M. Berezovsky i Valentin Bianchi. La descripció es va publicar l'any 1891 "Els ocells de l'expedició a Gansu de G. N. Potanin 1884–1887". L'holotip prové de la província meridional de Gansu (Xina). La mallerenga del pare David va ser classificada en el gènere Parus abans d'integrar-la en el Poecile. a estat considerat com una espècie amb la mallerenga lúgubre (Poecile lugubris); també es pensava que estava estretament relacionat amb la mallerenga cellablanca (Poecile superciliosus), però l'anàlisi molecular va mostrar la seva estreta relació amb la mallerenga d'aigua (Poecile palustris). L'espècie és monotípica.
El nom específic "davidi" commemora Armand David, també conegut com el Pare David (Père David), una autoritat en ornitologia xinesa, missioner, botànic i zoòleg.

## Descripció i hàbitat
Fa 12-13 centímetres de llarg amb un pes de 10-12,5 grams i és semblant a la mallerenga lúgubre (P. lugubris), amb un cap negre i blanc, galtes, dors, ales i cua de color gris fosc i parts inferiors de color marró rovellat.
L'hàbitat de reproducció natural són boscos subalpins a 2.135-3.400 m d'altitud, majoritàriament són ocells residents però poden baixar d'altitud una mica a l'hivern fins a menys de 3.050 metres.

## Ecologia i comportament
La mallerenga del pare David viu en boscos mixts madurs, per exemple, amb una barreja d'avets, avets, pins, bedolls, àlbers, salzes, verns i roures, amb un sotabosc de bambús. Els agraden especialment els grans bedolls d'escorça vermella (Betula albosinensis). S'han observat exemplars a cotes d'uns 2.135-3.350 m sobre el nivell del mar. No hi ha informació sobre possibles incursions a gran altitud. Fora de l'època de reproducció, es queden en grups de 5 a 10 individus. Són molt àgils i actives. Normalment s'alimenten a les copes dels arbres més alts, però també a les capes mitjanes del bosc i entre els arbustos Probablement s'alimenten de petits invertebrats, larves i llavors; aliments poc coneguts. Tenen un repertori de sons relativament estret, se'n poden distingir uns 12; probablement són els menys variats del gènere Poecile.

### Cria
La reproducció no està prou investigada. L'època de cria és al maig. El niu el fa en un forat d'un arbre o d'un tronc mort i en tre altres materials, utilitza la molsa. El niu es troba entre 4 i 10 m sobre el terra.

## Estat de conservació
La UICN considera que la mallerenga del pare David és una espècie en "Risc mínim" des de 1988 (a partir del 2020). BirdLife International estima el rang d'ocurrència en 56,8 mil. km², s'avalua que la tendència de la població disminueix a causa de la destrucció ambiental.